# Висенте-Лопес (муниципалитет)
Муниципалитет Висенте-Лопес  (исп. Partido de Vicente López) — муниципалитет в Аргентине в составе провинции Буэнос-Айрес.
Территория — 39 км². Население — 269 420 человек. Плотность населения — 6907,69 чел./км².
Административный центр — Оливос.

## История
Муниципалитет был выделен в 1905 году из муниципалитета Сан-Исидро. Изначально его хотели назвать «Лос-Оливос» (по населённому пункту, предложенному в качестве административного центра), но в итоге победило предложение назвать его в честь Висенте Лопеса — автора национального гимна Аргентины.

## География
Муниципалитет расположен на северо-востоке провинции Буэнос-Айрес.
Муниципалитет граничит:
- на северо-западе — c муниципалитетом Сан-Исидро
- на северо-востоке — с Атлантическим океаном
- на юго-востоке — с городом Буэнос-Айрес
- на юго-западе — с муниципалитетом Хенераль-Сан-Мартин

## Важнейшие населённые пункты[4]
| № | Населённый пункт | Населённый пункт (исп.) | Категория   | Население чел. (2010) | На карте                        |
| - | ---------------- | ----------------------- | ----------- | --------------------- | ------------------------------- |
| 1 | Висенте-Лопес    | Vicente López           | агломерация | 269420                | 34°31′31″ ю. ш. 58°30′11″ з. д. |

#### Агломерация Висенте-Лопес
- входит в агломерацию Большой Буэнос-Айрес

| № | Населённый пункт | Населённый пункт (исп.) | Категория | Население чел. (2010) | На карте                        |
| - | ---------------- | ----------------------- | --------- | --------------------- | ------------------------------- |
| 1 | Оливос           | Olivos                  | город     | 75 527                | 34°30′41″ ю. ш. 58°29′25″ з. д. |
| 2 | Флорида          | Florida                 | город     | 48 158                | 34°31′57″ ю. ш. 58°29′39″ з. д. |
| 3 | Мунро            | Munro                   | город     | 35 844                | 34°31′48″ ю. ш. 58°31′20″ з. д. |
| 4 | Вилья-Аделина    | Villa Adelina           | город     | 35 307                | 34°31′42″ ю. ш. 58°32′54″ з. д. |
| 5 | Флорида-Оэсте    | Florida Oeste           | город     | 27 733                | 34°32′22″ ю. ш. 58°30′53″ з. д. |
| 6 | Вилья-Мартелли   | Villa Martelli          | город     | 26 059                | 34°33′02″ ю. ш. 58°30′38″ з. д. |
| 7 | Висенте-Лопес    | Vicente López           | город     | 24 078                | 34°31′34″ ю. ш. 58°28′31″ з. д. |
| 8 | Карапачай        | Carapachay              | город     | 15 181                | 34°31′37″ ю. ш. 58°32′11″ з. д. |
| 9 | Ла-Лусила        | La Lucila               | город     | 12 222                | 34°29′55″ ю. ш. 58°29′14″ з. д. |